# Saint-Polycarpe (Aude)
Saint-Polycarpe ist eine französische Gemeinde mit 160 Einwohnern (Stand 1. Januar 2022) im Département Aude in der Region Okzitanien. Sie gehört zum Kanton La Région Limouxine und zum Arrondissement Limoux. Die Bewohner nennen sich Saint-Polycarpiens. Nachbargemeinden sind Villar-Saint-Anselme im Norden, Villebazy im Nordosten, Belcastel-et-Buc im Osten, Missègre im Südosten, Véraza im Süden und Limoux im Westen.

## Sehenswürdigkeiten
- Pfarrkirche St-Polycarpe, ehemalige Klosterkirche aus dem 12. Jahrhundert

## Bevölkerungsentwicklung
| Jahr      | 1962 | 1968 | 1975 | 1982 | 1990 | 1999 | 2008 | 2017 |
| --------- | ---- | ---- | ---- | ---- | ---- | ---- | ---- | ---- |
| Einwohner | 170  | 158  | 175  | 188  | 200  | 185  | 167  | 147  |